# Японски тритон
Японските тритони (Onychodactylus japonicus) са вид земноводни от семейство Азиатски тритони (Hynobiidae).
Срещат се в голяма част от Япония.
Таксонът е описан за пръв път от нидерландския ботаник Мартен Хаутойн през 1782 година.